# Bruxelles-Ingooigem 1990
La Bruxelles-Ingooigem 1990, quarantatreesima edizione della corsa, si svolse il 13 giugno. Fu vinta dal belga Ludo Giesberts della squadra La William-Saltos-Fodua-Euroclean davanti ai connazionali Michel Vermote e Gino De Backer.

## Ordine d'arrivo (Top 10)
| Pos. | Corridore          | Squadra                           | Tempo    |
| ---- | ------------------ | --------------------------------- | -------- |
| 1    | Ludo Giesberts     | La William-Saltos-Fodua-Euroclean | 5h09'00" |
| 2    | Michel Vermote     | R.M.O.                            | a 53"    |
| 3    | Gino De Backer     | IOC-Tulip Computers               | s.t.     |
| 4    | Yves Godimus       | La William-Saltos-Fodua-Euroclean | s.t.     |
| 5    | Maarten den Bakker | PDM-Ultima-Concorde               | a 56"    |
| 6    | Pascal Elaut       | La William-Saltos-Fodua-Euroclean | a 2'56"  |
| 7    | Danny Neskens      | La William-Saltos-Fodua-Euroclean | s.t.     |
| 8    | Willy Willems      |                                   | s.t.     |
| 9    | Nick Barnes        | Teka                              | s.t.     |
| 10   | Noel Szostek       | SEFB-Saxon-Gan                    | s.t.     |